# منطقه آماری کلان‌شهری

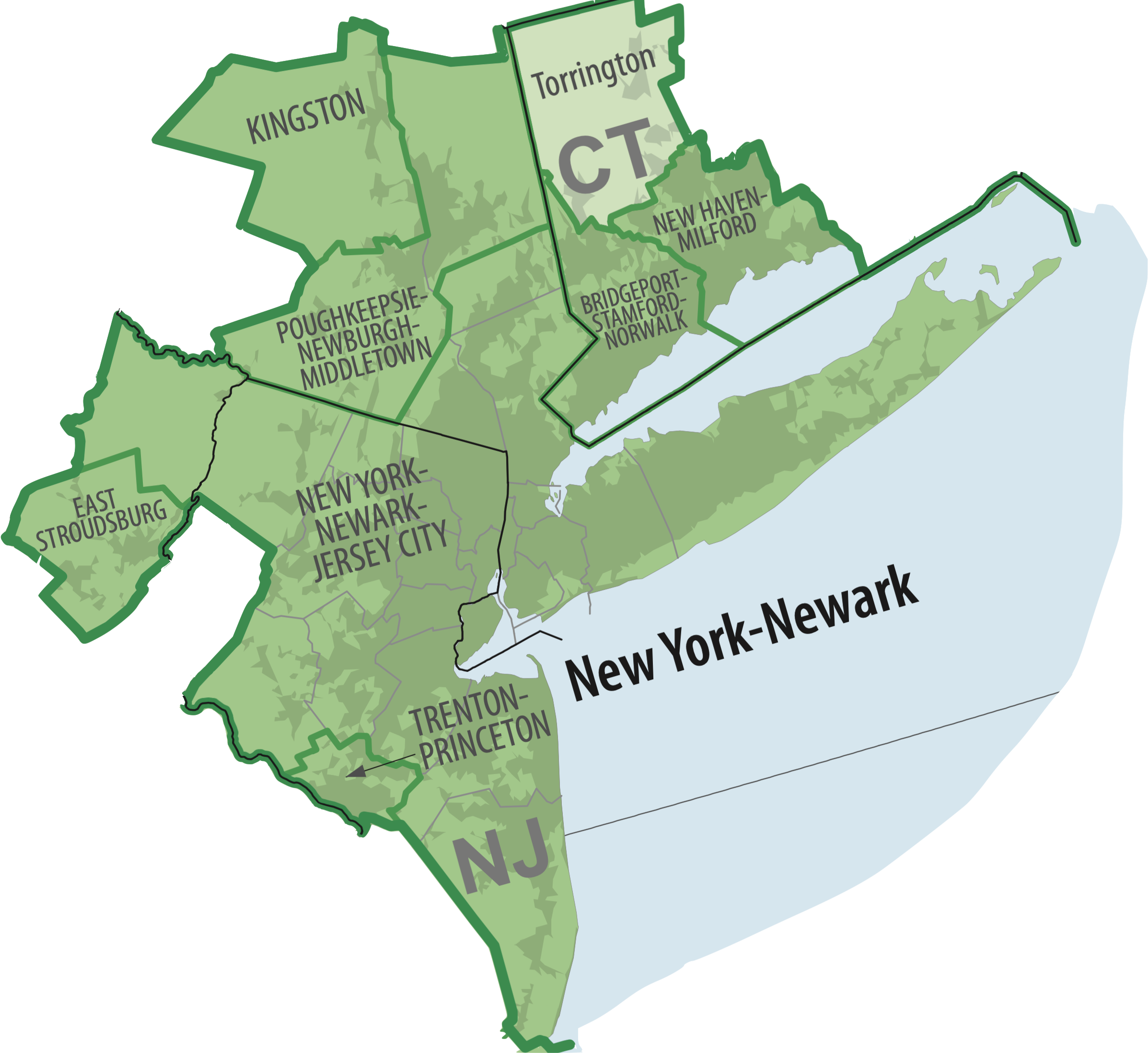
نمایی از نقشه منطقه آماری کلان‌شهری نیویورک

منطقه آماری کلان‌شهری ایالات متحده آمریکا منطقه‌ای جغرافیاییست که در آن پیوندهای نزدیک اقتصادی و در مرکز آن تراکم جمعیت نسبتاً بالا وجود داشته باشد. چنین مناطقی نه قانوناً به عنوان بخشی از یک شهر گنجانده می‌شوند، نه تقسیمات کشوری مثل شهرستان یا نظیر آن مثل ایالت‌ها هستند. بدین ترتیب، تعریف دقیق هر منطقه کلان‌شهری بسته به منبع ممکن است فرق کند. یک منطقه کلان شهری نوعی متمرکز بر یک شهر بزرگ است که بر منطقه اثرگذاری زیادی دارد (مثل شیکاگو یا آتلانتا). به هر روی، برخی مناطق ابرشهری بیش از یک شهر بزرگ دارند که هیچ شهرداری دارای موقعیت مسلط قابل توجه نیست (مثل؛ دالاس‌فورت وورث، نورفوک-ویرجینا بیچ، اینلند امپایز یا سینت پل-مینیاپولیس).
منطقه‌های آماری کلان‌شهری به وسیلهٔ اداره مدیریت و بودجه (OMB) تعریف و به وسیلهٔ اداره آمار آمریکا و دیگر سازمان‌های حکومت فدرال برای مقاصد آماری مورد استفاده قرار می‌گیرد.